# Petite œuvre de la divine providence
La Petite-Œuvre de la Divine Providence (en latin : Congregatione Parvi Operis a Divina Providentia) est une congrégation cléricale fondée en 1903 à Tortona (Italie) par (Louis) Luigi Orione (23 juin 1872 à Pontecurone Italie – 1940), béatifié le 26 octobre 1980 puis canonisé le 16 mai 2004 à Rome par Jean-Paul II.
Cette congrégation, dont les membres sont appelés les Fils de la Divine Providence a pour objet de servir les pauvres, notamment les handicapés, de leur fournir un enseignement professionnel, dans les paroisses ou dans les missions.
Ils sont au nombre de 1 100 membres répartis dans 220 maisons, essentiellement en Europe, Asie, Amérique latine et en Afrique.
Ils participent à plusieurs œuvres caritatives.
En Afrique ils sont en Côte d'Ivoire, au Burkina Faso, au Togo, à Madagascar, au Kenya.
Luigi Orione est également fondateur de trois autres congrégations :
- Les Petites Sœurs missionnaires de la charité en 1915 (900 sœurs),
- les Sacramentines aveugles,
- les Ermites de Saint-Albert.